# Seminario Pontificio
Seminario Pontificio es un terreno situado dentro del municipio de Comillas (Cantabria, España). 

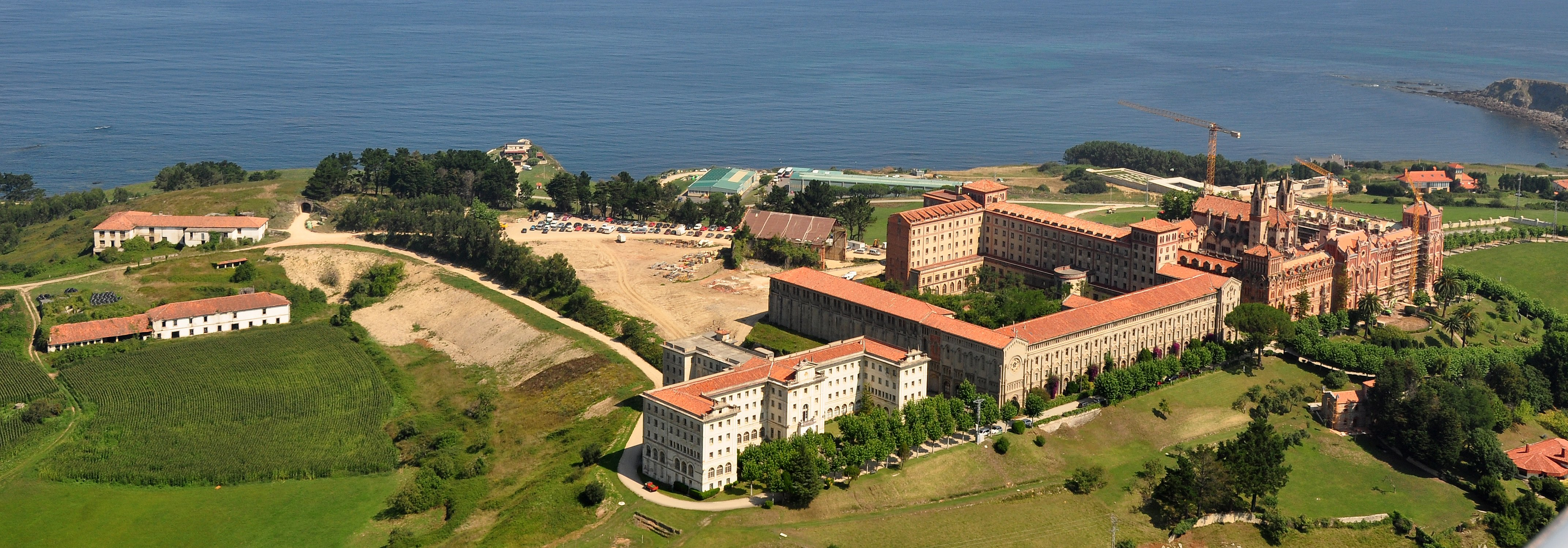
En la colina de la Cardosa se encuentra el antiguo Seminario Mayor de Comillas, cuyas instalaciones y espacio son gestionados por Espacio Comillas.